# Straattaal
Straattaal (česky: jazyk ulice) je multilingvální dialekt, jenž se stal dorozumívacím jazykem mladých Nizozemců z různých etnických a společenských skupin. Jedná se o směs nizozemštiny, surinamštiny, arabštiny, turečtiny, angličtiny a dalších cizích jazyků. Straattaal je jazykem mluveným, nemá žádná ustálená pravidla pravopisu ani gramatiky.

## Vznik
Nizozemština se vyznačuje velkým množstvím dialektů územních i sociálních. V rámci mluvy náctiletých si jazykovědci koncem 90. let 20. století všimli nového jevu, který lingvista René Appel pojmenoval „straattaal“. Jedná se o multilingvální dialekt, jenž vznikl v etnicky různorodých čtvrtích velkých nizozemských měst. V Nizozemsku žijící potomci gastarbeiterů a uprchlíků, tzv. „allochtoni“, hovoří v neformálních situacích (doma, s přáteli) svým mateřským jazykem, například marockou arabštinou, turečtinou nebo surinamštinou. V komunikaci s ostatními etnickými skupinami a rodilými Nizozemci používají mladí lidé cizího původu nizozemštinu, do které ale, aby se odlišili, začali vkládat slova ze svých mateřských jazyků. Tato slova od nich ostatní etnika i rodilí Nizozemci začali postupně přebírat.

## Mluvčí
Straattaal se z multietnických čtvrtí velkých nizozemských měst postupně rozšířil i do menších měst a vesnic. V dnešní době jím mluví nejen allochtoni, ale i mládež ryze nizozemského původu. Jedná se o chlapce i děvčata přibližně ve věku od dvanácti do devatenácti let. Z výzkumu lingvistky Jacominy Nortier vyplývá, že straattaalem mluví nejčastěji mladí lidé surinamského původu, dále rodilí Nizozemci, Maročané a Turci. V závislosti na lokalitě se liší oblíbenost konkrétních slov a jazyků. Například v Amsterdamu žije výrazná menšina Surinamců, a tak mezi nejpoužívanější výrazy v tamním straattaalu patří slova z jazyka sranantongo. Naproti tomu v Utrechtu bydlí mnoho Maročanů a Turků, na místní straattaal mají tudíž největší vliv právě jejich mateřské jazyky. Může se tedy stát, že mluvčí straattaalu v Utrechtu neporozumí slovům amsterdamského straattaalu a naopak.

## Hlavní znaky
Straattaal slouží k vyjádření myšlenek a názorů ohledně témat jako jsou sex a vztahy mezi chlapci a děvčaty, peníze, násilí, drogy, pozdravy, nadávky, popis osob atd.
Straattaal se od spisovné nizozemštiny neodlišuje pouze slovní zásobou, ale také jinou výslovností (např. souhlásky d, t a s jsou ostřejší a souhláska z je znělejší) a nesprávným použitím gramatiky (jedná se např. o užití pouze jednoho určitého členu nebo jeho úplné vynechání, změněný slovosled, častější použití pomocných sloves atd.). Základním pilířem straattaalu jsou kromě slov cizího původu také nizozemská slova, která jsou pozměněna, zkrácena nebo se používají s jiným než původním významem.
Straattaal není pouze nástrojem, jak se odlišit od ostatních, ale také kreativním projevem a znakem uvědomění si bohatosti nizozemského jazyka.

## Použití
Straattaal se stal v Nizozemsku kulturním a lingvistickým fenoménem prvního desetiletí 21. století. Hojně se používá v textech písní především hiphopových umělců, objevil se v komerčních reklamách, v literatuře, filmu a také ostatní média mu pravidelně věnují pozornost. I to přispívá k jeho popularitě mezi nizozemskou mládeží.
Multietnický dialekt není v Evropě jevem ojedinělým; kromě nizozemského „straattaalu“ existuje například také německý „Kiezdeutsch“, švédský „Rinkeby-Svenska“ a kodaňský „Multietnolekt“. Vznik takového dialektu je ovšem podmíněn přítomností etnických menšin, jejich vzájemnou komunikací a míšením cizích jazyků s jazykem dané země.